# ユニオン郡 (インディアナ州)

インディアナ州内の位置

ユニオン郡（Union County）は、アメリカ合衆国インディアナ州に位置する郡である。人口は6,985人（2025年推計）。郡庁所在地はリバティである。

## 歴史
ユニオン郡は1821年に設立された。この郡は Fayette、フランクリン及びウェイン郡の一部を分割して設立されたため、この名称が付けられた。

## 地理
アメリカ合衆国統計局によると、この郡は総面積428 km2 (165 mi2) である。このうち418 km2 (162 mi2) が陸地で10 km2 (4 mi2) が水地域である。総面積の2.24%が水地域となっている。

### 隣接する郡
- ウェイン郡  (北)
- オハイオ州プレブル郡  (東)
- オハイオ州バトラー郡  (南東)
- フランクリン郡  (南)
- ファイエット郡 (西)

## 人口動勢
2000年国勢調査で、この郡は人口7,349人、2,793世帯、及び2,072家族が暮らしている。人口密度は18/km2 (46/mi2) である。7/km2 (19/mi2) の平均的な密度に3,077軒の住居が建っている。この郡の人種的構成は白人98.69%、アフリカン・アメリカン0.23%、先住民0.27%、アジア0.19%、太平洋諸島系0.01%、その他の人種0.16%、及び混血0.44%である。ここの人口の0.30%がヒスパニックまたはラテン系である。
この郡内の住民は27.30%が18歳未満の未成年、18歳以上24歳以下が7.70%、25歳以上44歳以下が28.50%、45歳以上64歳以下が23.60%、及び65歳以上が12.90%にわたっている。中央値年齢は36歳である。女性100人ごとに対して男性は98.40人である。18歳以上の女性100人ごとに対して男性は93.70人である。
この郡の世帯ごとの平均的な収入は36,672米ドルであり、家族ごとの平均的な収入は41,752米ドルである。男性は31,859米ドルに対して女性は21,617米ドルの平均的な収入がある。この郡の一人当たりの収入 (per capita income) は19,549米ドルである。人口の9.70%及び家族の7.90%は貧困線以下である。全人口のうち18歳未満の13.30%及び65歳以上の6.40%は貧困線以下の生活を送っている。

## 都市及び町
- リバティ (Liberty)

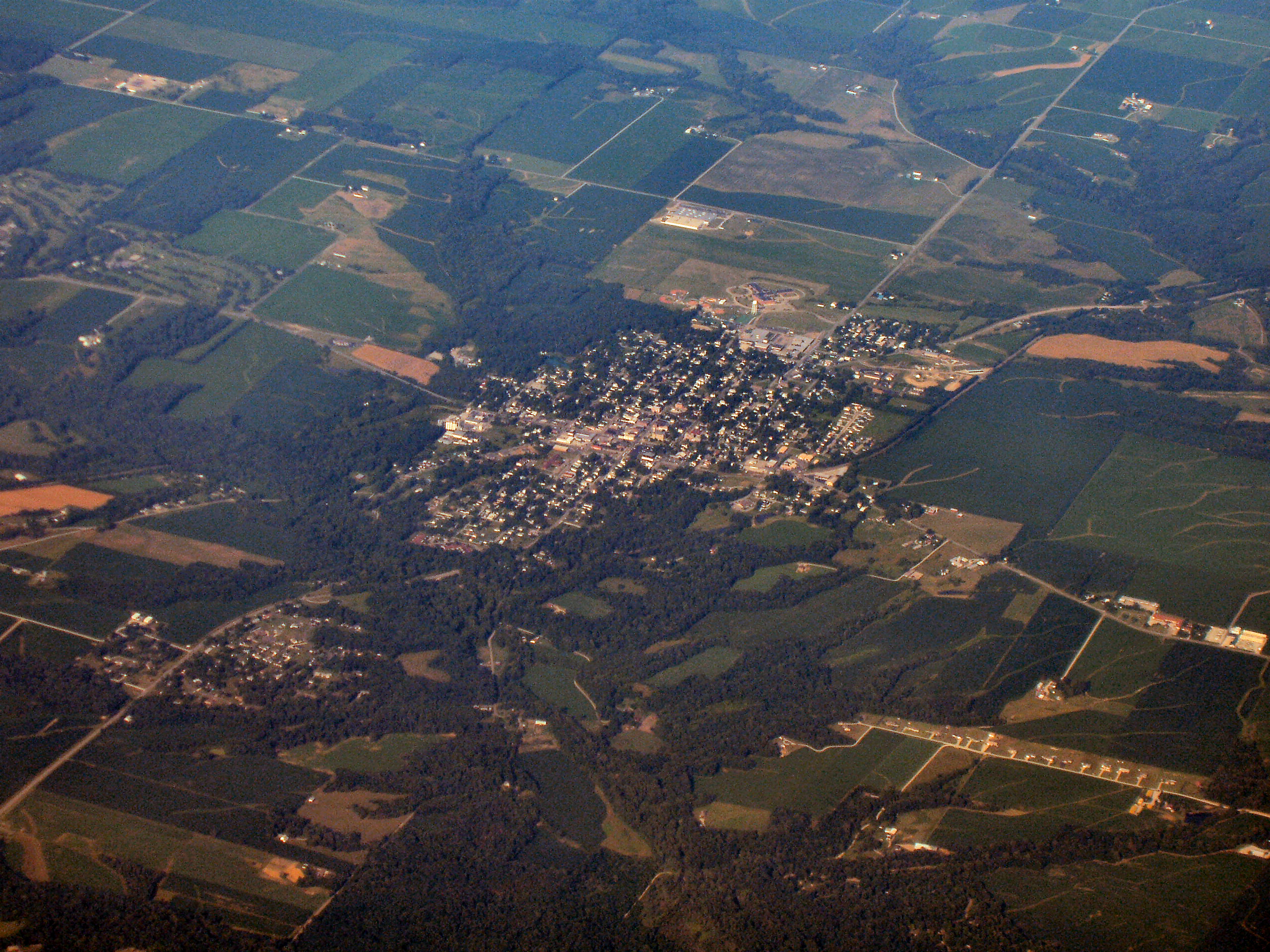
リバティ（上空から）

- ウエストカレッジコーナー (West College Corner)